# Sievert (Unternehmen)
Die Sievert SE in Osnabrück ist eine Holding und Verwaltungsgesellschaft, die an verschiedenen Sparten der Bauwirtschaft beteiligt ist.

## Unternehmensstruktur

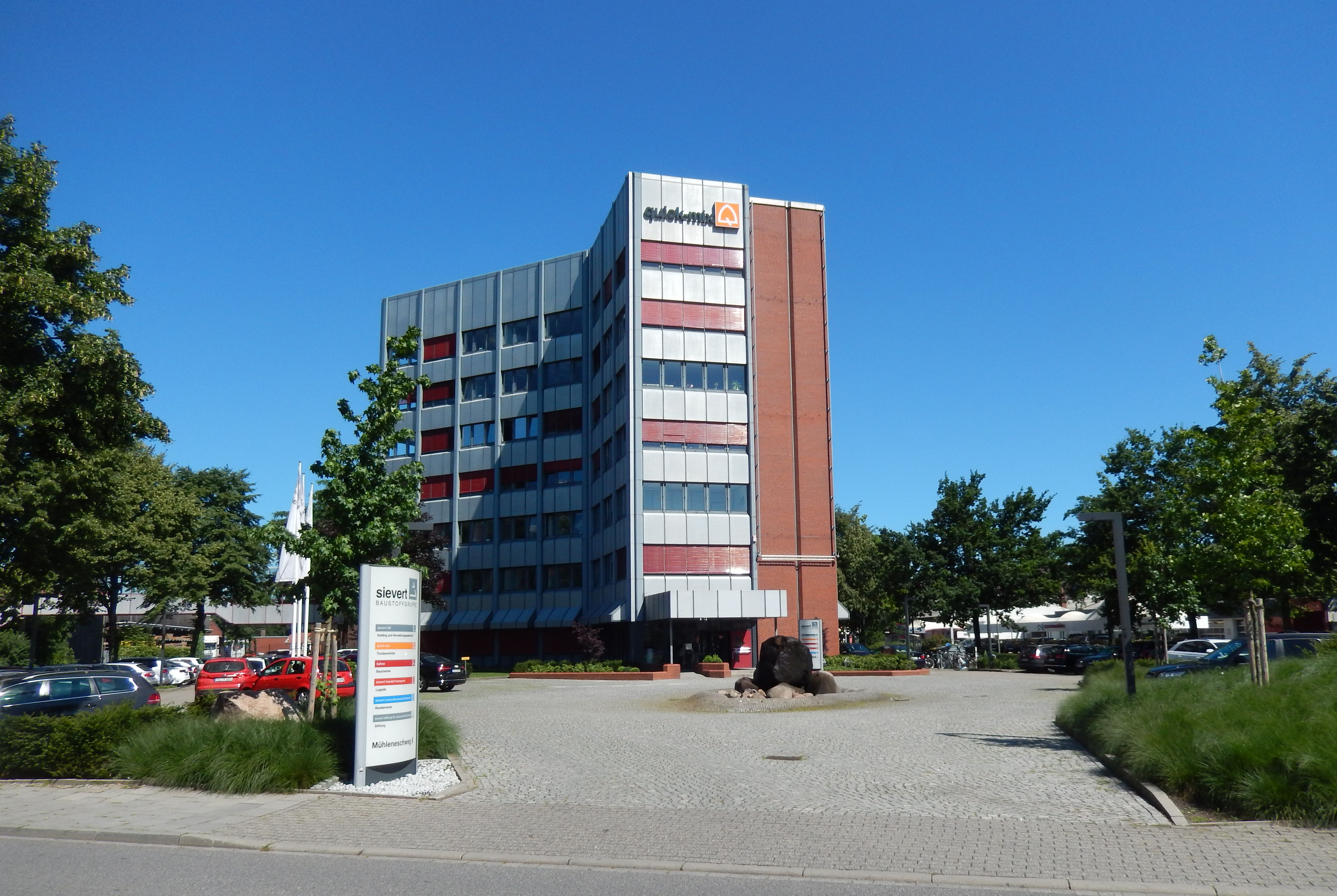
Sievert quick-Mix Verwaltung in Osnabrück

Die Sievert SE wurde 1919 als Handelsgesellschaft für Bau- und Düngestoffe (Habadü) gegründet. Das Unternehmen war lange unter „quick-mix Gruppe GmbH und Co KG“ bekannt, bis 2020 die Sievert SE gegründet wurde. Der Name geht zurück auf die Eigentümer-Familie Sievert. 1953 folgte die Aufnahme des Transportgeschäfts (Silo-Zement). Bereits 1966 wurden Werke in Lüdenscheid und Dorsten-Marl eröffnet. Ein Jahr später stieg das Unternehmen unter der Marke quick-mix ins Trockenmörtelgeschäft ein. In 1973 folgte die Gründung der Geschäftsfelder Berg- und Tunnelbau. Der Einstieg in der Baumarkt erfolgte 1977. Zum Unternehmen gehören die Baustoffmarken quick-mix, akurit, tubag, strasser und hahne. Darüber hinaus gehört die Sievert Logistik mit unterschiedlichen Logistik-Lösungen zur Sievert SE. Seit 2023 ist René Grupp Vorstandsvorsitzender des Unternehmens.

## Die Sievert Stiftung
2012 wird die Sievert Stiftung für Wissenschaft und Kultur gegründet. Der damalige Vorstandsvorsitzende Hans-Wolf Sievert übertrug dafür ein Viertel der Unternehmensanteile an die Stiftung. Diese beschreibt ihre Aufgabe wie folgt „Aufgaben der Stiftung sind die Förderung der Forschung und der Lehre, der Bildung, der Kunst und Kultur sowie der Völkerverständigung. Die Stiftung verwirklicht ihre Vorhaben insbesondere in Verbindung mit der Universität Osnabrück und der Hochschule Osnabrück. Künstlerische und kulturelle Veranstaltungen werden vornehmlich in der Region Osnabrück unterstützt und sollten einen internationalen Bezug aufweisen.“

## Produktportfolio
Das Produktportfolio der unterschiedlichen Marken der Sievert SE ist für unterschiedliche Applikationen gedacht:
- Außen und Fassade[9]
- Innen und Wohnbereich[10]
- Außenanlagen, Garten und Terrasse[11]
- Industrie und Gewerbeanlagen[12]
- Straßen- und Tiefbau[13]
- Geotechnik[14]

## Produktmarken der Sievert SE

### quick-mix
Die Produktmarke quick-mix umfasst Mörtel-, Beton-, Abdichtungs- und Reparatursystemen.

### akurit
Putze und Wärmedämmverbundsysteme sind Angebote von akurit.

### tubag
Im Jahr 2004 übernahm das Unternehmen tubag. Die Marke bietet Systeme und Produkte für Garten- und Landschaftsbau, Straßen- & Tiefbau, Restaurierung und Sanierung und Restaurierung. Besonders der Erhalt von historischen Gebäuden gehört zur Expertise von tubag.

### strasser
strasser bietet Fliesen- und Bodensysteme.

### hahne
1998 steigt das Unternehmen in die Bauchemie ein: die Firma hahne wird übernommen. hahne bietet bauchemischen Systemlösungen für den Neubau und die Sanierung. Dabei stehen Schutz und Werterhalt der Gebäudesubstanz an erster Stelle.

## Standorte
Bereits 1982 eröffnete das Unternehmen das erste Büro in China. Im August 2022 ist Sievert mit mehr als 60 Standorten in Deutschland, China, Luxemburg, den Niederlanden, Polen, Russland, der Schweiz, der Slowakei und Tschechien vertreten. Zudem betreibt Sievert unterschiedliche Werke. Dazu gehört unter anderem das modernste Trockenmörtelwerk Europas in Rosenau.